# Арієль Шарон
Арієль Шарон (івр. אריאל שרון; 26 лютого 1928, Кфар-Малаль, Британський мандат у Палестині — 11 січня 2014, Рамат-Ган, Ізраїль) — ізраїльський військовик та політик, генерал-майор Армії оборони Ізраїлю, прем'єр-міністр Ізраїлю в 2001–2006 роках.

## Життєпис
Арієль Шарон народився 26 лютого 1928 року у сільськогосподарському мошаві Кфар-Малаль у родині Шмуеля Шейнермана (1896—1956) з Берестя й Віри Шейнерман (1900—1988; до шлюбу Шнейрової) з Могильова. Його мати була з суботницької родини єврейського походження. Батьки Аріеля зустрілися у Тбілісі, де Самуїл вчився на агронома, а Віра — на лікаря. Удвох вони репатріювалися до Палестини у 1922 році після початку радянського переслідування євреїв на Закавказзі. У Палестині Віра змінила своє ім'я на Двора.
Під час військової кар'єри Шарон командував легендарним загоном спеціального призначення 101, повітряно-десантною та танковою бригадами. Він був ініціативним командувачем, що взяв активну участь у всіх головних війнах, котрі вела країна. Деякі його дії різко критикували з різних боків, наприклад, в результаті інциденту під Мітлою під час Суецької кризи, коли в результаті суперечливого наступу військ Шарона загинуло 38 чоловік, на кілька років його було відсторонено від командування. Шарон відзначився під час Шестиденної війни, здійснивши прорив у Битві при Абу-Агейлі, а найбільшу відомість і славу героя він отримав у результаті успішних дій під час Війни Судного Дня, коли війська під його командуванням форсували Суецький канал, оточили Суец та Третю єгипетську армію, змусивши Єгипет просити перемир'я.
Політична кар'єра Шарона була досить тривалою, протягом 29 років з невеликими перервами він займав посади міністра сільського господарства, оборони, торговлі й промисловості, будівництва, інфраструктури, зовнішніх справ і прем'єр-міністра країни. Під час перебування на посаді прем'єр-міністра політика Шарона, обраного від партії Лікуд, викликала розкол в рядах партії, що привело до виникнення нової партії Кадіма. В результаті Шарон став першим прем'єр-міністром, що не належав до партій Лікуд та Авода, котрі домінували до того часу. У 2004 році саме за ініціативою Шарона Ізраїль вивів усі поселення та війська із Сектора Газа. Хоча ці дії мали широке схвалення у всьому світі та всередині Ізраїлю, це викликало значне незадоволення ізраїльських правих, включаючи частину його власної партії.
Після інсульту, перенесеного 4 січня 2006 року, впав у кому та перебував у вегетативному стані. Його шпиталізували до реанімації госпіталю «Хадасса» в Єрусалимі і після низки операцій перевели до клініки імені Хаїма Шиби у Рамат-Гані, де він перебував протягом понад семи років. На початку січня 2014 року його стан здоров'я погіршився, і, не виходячи з коми, 11 січня 2014 року Арієль Шарон помер.